# Morimus verecundus bulgaricus
Morimus verecundus bulgaricus es una subespecie de escarabajo longicornio perteneciente al género Morimus, categorizada en la tribu Lamiini, de la subfamilia Lamiinae. Fue descrita por Danilevsky, Gradinarov y Sivilov en 2016.
El período de actividad en los ejemplares adultos se presenta en el mes de junio.

## Descripción
Mide 20-31 mm de longitud.

## Distribución
Se distribuye por Europa: en Bulgaria.